# Öppen förskola

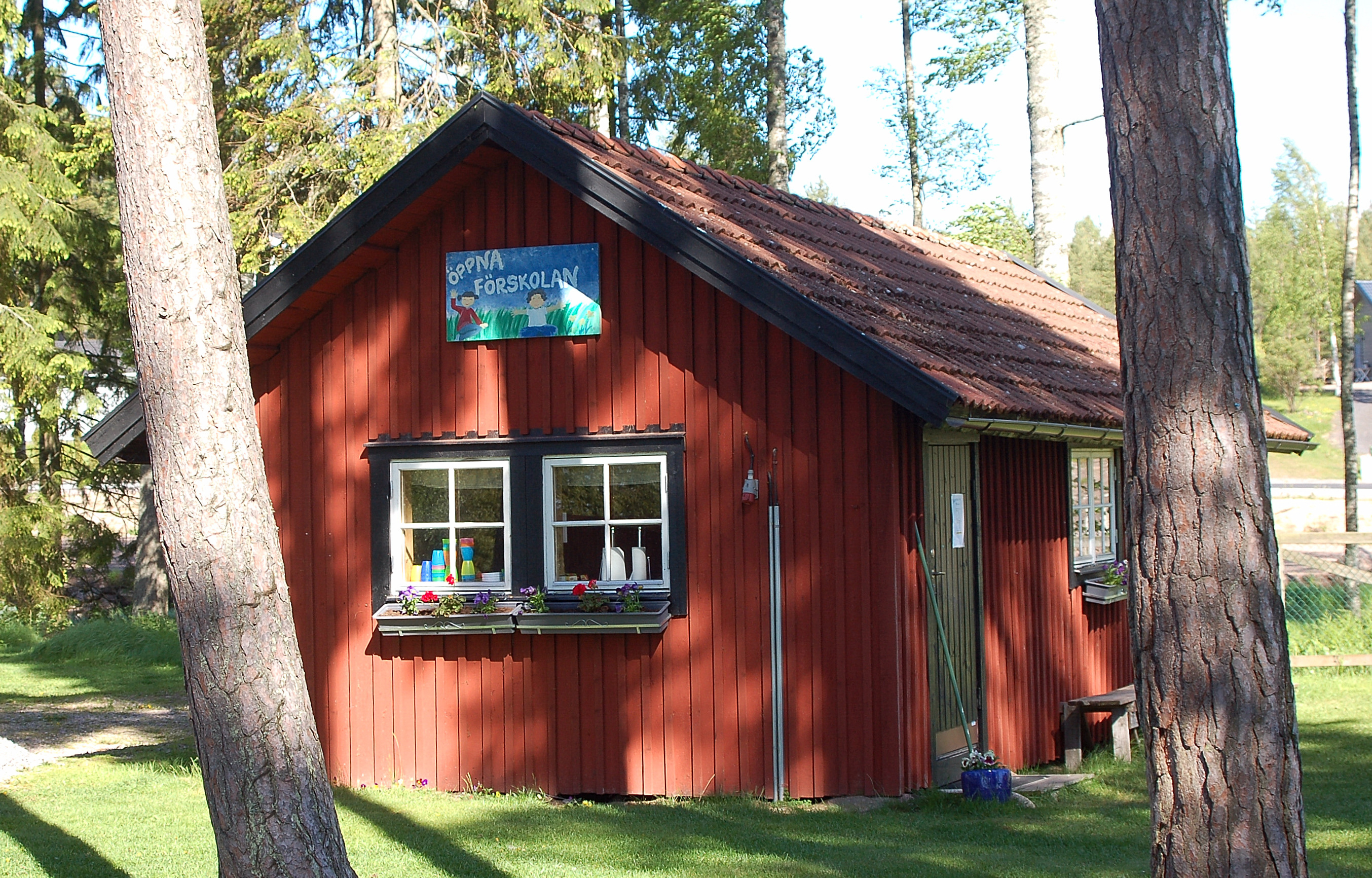
En öppen förskola i en magasinbyggnad i Kristinehamn.

En öppen förskola är en öppen form av barnverksamhet, där barnen inte är inskrivna, utan föräldrarna väljer själva när och hur ofta barnen deltar. Öppen förskola skall verka som en kompletterande förskoleverksamhet riktad till barn som inte är inskrivna i förskolan samt till föräldrar, dagbarnvårdare, eller andra vuxna som har ansvar för barnet.
På öppna förskolan är den vuxna delaktig i verksamheten och har ansvar för sitt barn. Den öppna förskolan är kostnadsfri och har bland annat pedagogisk verksamhet riktad till barn från 0-5 år. På Öppna förskolan ska det finnas utrymme för att samtala, få råd och stöd och delta i pedagogisk verksamhet. Det finns öppna förskolor som inriktat sin verksamhet för att till exempel ta emot familjer med adopterade barn, samkönade familjer, unga föräldrar eller särskilda träffar för pappor. Öppna förskolan ska bland annat bidra till att de demokratiska värden som vårt samhälle vilar på förankras hos barnen. Allmänna råd och riktlinjer för öppen förskola finns att tillgå från Statens skolverk. Öppen förskola drivs i regel av kommunen eller stadsdelen.
Liknande verksamheter drivs även i regi av Svenska kyrkan samt av flertalet frikyrkor. Dessa kallas ibland för öppen förskola, men också för barntimmar, kyrkans barntimmar och liknande.

### Fotnoter
1. ↑  ”Rätt till förskola och fritidshem”. Skolverket. https://www.skolverket.se/regler-och-ansvar/ansvar-i-skolfragor/ratt-till-forskola-och-fritidshem. Läst 7 november 2018.